# Emil Gansser

Emil Gansser

Emil Gansser (auch Ganßer; * 7. Oktober 1874 in Bregenz; † 9. Januar 1941 in Berlin) war ein deutscher Sprengstoffchemiker bei Siemens und nationalsozialistischer Politiker. Er gehörte zu den erfolgreichsten Spendensammlern für die frühe NSDAP im In- und Ausland (hauptsächlich in der Schweiz).

## Leben

### Ausbildung und Beruf
Nach dem Besuch des Eberhard-Ludwigs-Gymnasiums und des Karls-Gymnasiums in Stuttgart sowie der Evangelisch-theologischen Seminare Schönthal und Urach studierte Gansser Pharmazie und chemische Technik in Stuttgart sowie Naturwissenschaften und Medizin in Tübingen, Bonn und Berlin. Anschließend verpflichtete er sich als Oberapotheker der Landwehr (bis 1912), war ab 1908 Hilfsarbeiter im chemischen Laboratorium beim Württembergischen Medizinalkollegium und von 1911 bis 1919 Hilfsarbeiter im Siemenskonzern in Berlin-Siemensstadt.
Im Weltkrieg betrieb Siemens ein Physikalisch-Chemisches Laboratorium, das ausschließlich an geheimen Rüstungsaufträgen arbeitete und das Gansser leitete. Nach Kriegsende wurde es aus Tarnungsgründen aus dem Konzern ausgegliedert, Sachauslagen und Bezüge derweil stillschweigend weiter ausgezahlt. 1922 stellte Siemens die Zahlungen ein. In der Folge sollte Gansser unentwegt (erfolglose) Bemühungen starten, auf dem Gerichtsweg seine Forderungen durchzusetzen, wobei er sich hoch verschuldete.

### NSDAP
1921 wurde Gansser Mitglied in der NSDAP. 1922 vermittelte er zwischen der NSDAP und Karl Burhenne, seit 1919 Leiter der sozialpolitischen Abteilung von Siemens und organisierte ein Treffen von Burhenne und Hitler im März des Jahres. Er arrangierte ebenfalls die Vorträge, die Hitler im Dezember 1921 und Mai 1922 im Berliner Nationalklub von 1919 hielt. Gansser gelang es, Spenden von Siemens, Borsig und dem Malzkaffee-Fabrikanten Richard Franck zu erhalten.
Zwischen dem 6. April und dem 30. Dezember 1923 hielt sich Gansser mindestens sechsmal in Zürich, Winterthur und Basel auf und verschickte dort mehrere Werbebriefe für die NSDAP an Schweizer Großbürger, mit denen er sich auch persönlich traf. In diesem Jahr gelang es ihm, 33.000 Schweizer Franken für die NSDAP nach Deutschland zu schaffen, was wegen der damaligen Inflation der deutschen Währung besonders wichtig war.
"Gansser war ein sehr enger Freund Dietrich Eckarts; sein Bruder Hans Gansser vertonte Eckarts Gedicht „Deutschland erwache“, das später zum Schlachtruf der SA und der NSDAP werden sollte. [...] Seit 1935 erhielt Gansser für seine Verdienste von der Reichskanzlei einen monatlichen 'Ehrensold' i. H. v. 600 RM."

### Agitation gegen Friedrich Ebert
Im Juni 1922 löste Gansser einen Skandal aus, indem er auf dem Münchner Bahnhofsvorplatz den Reichspräsidenten Friedrich Ebert in dessen Anwesenheit schreiend als „Landesverräter“ bezeichnete. Anschließend griff Ganssers enger Freund Dietrich Eckart als Chefredakteur des Völkischen Beobachters den Vorfall in dieser Zeitung unter dem Titel „Er kam, sah und siegte“ auf. Ebert verklagte in der Folge Gansser wegen Beleidigung. Im Prozess gegen Gansser vor dem Amtsgericht München trat Ebert als Nebenkläger auf. Schon bei seiner ersten Vernehmung vor Gericht versuchte Gansser, seinen Vorwurf des Landesverrates als sachlich gerechtfertigt auszuweisen, u. a. mit Verweis auf Eberts Teilnahme am Munitionsarbeiterstreik von 1918. Um seine Sicht zu bekräftigen, beantragte Gansser, Ebert, Scheidemann, Dittmann und Barth als Zeugen zu laden, was ihm gestattet wurde. Die Vernehmung der genannten Personen erfolgte am 31. Juli 1923 im Reichspräsidentenpalais durch den Amtsgerichtsrat Noel, wobei auch Eberts Anwalt Wolfgang Heine sowie Gansser und dessen Anwalt anwesend waren. Der Vorwurf des Landesverrats in Verbindung mit dem Streik wurde dort durch Aussage aller Zeugen (darunter später auch Georg Ledebour) widerlegt.
Gansser beantragte in der Folge eine weitere persönliche Vernehmung Eberts durch ihn, die aber diesmal in München stattfinden sollte. Das Gericht gab diesem Antrag statt. Es entwickelte sich ein Rechtsstreit um die Rechtmäßigkeit dieser Anordnung (Heine vertrat die Auffassung, Ebert dürfe nur in seiner Amtswohnung, also in Berlin vernommen werden), der aber schnell sein Ende fand, als der vorsitzende Richter mit polizeilicher Vorführung oder Ordnungsgeld bzw. Ordnungshaft gegen Ebert wegen unentschuldigten Fernbleibens drohte, wogegen Heine keine Rechtsmittel einlegen konnte. Einer Vernehmung Eberts durch Gansser in München kam allerdings der Hitler-Ludendorff-Putsch vom 8./9. November 1923 dazwischen, aufgrund dessen die politische Lage in München aufs äußerste angespannt war. Ebert, der von den Nationalsozialisten zum vogelfreien Hochverräter erklärt worden war, zog am 17. Januar 1924 seinen Strafantrag gegen Gansser zurück, da er befürchten musste, in München Opfer eines Anschlags oder agitatorischen Missbrauchs des Prozesses zu werden; das Verfahren wurde am 5. Februar eingestellt.
Am 20. Februar 1924 veröffentlichte Gansser, wohl auf Vermittlung von Adolf Stein, in der zum Hugenberg-Konzern gehörenden München-Augsburger Abendzeitung einen als „Offener Brief“ betitelten Artikel, in dem er implizit den Vorwurf des Landesverrats wiederholte und Ebert zum Rücktritt aufforderte; drei Tage später erfolgte ein Abdruck in der vom DNVP-Mitglied Hans Hottenrott bzw. dessen Vertreter Erwin Rothardt geführten Mitteldeutschen Presse unter dem Titel „Eine bittere Pille für Fritze Ebert“. Wegen des Artikels erfolgte ein erneuter Strafantrag gegen Gansser, der sich diesem durch Flucht nach Italien entzog. Der „Fall Gansser“ und insbesondere die Rücknahme der Strafanzeige durch Ebert wurden im Wahlkampf zu der Reichstagswahl im Mai 1924 von der deutschnationalen Presse, wie der Deutschen Zeitung, wiederholt aufgegriffen und als Schuldeingeständnis Eberts sowie als Beweis für die Dolchstoßlegende bewertet.

### Mitglied des Reichstags
In der Reichstagswahl wurde der flüchtige Gansser für den Wahlkreis 26 (Franken) in den Reichstag gewählt, wo er die Nationalsozialistische Freiheitspartei vertrat. Als Mitglied des Reichstags war er aufgrund von Artikel 37 der Weimarer Reichsverfassung vor einer Verhaftung ohne Zustimmung des Reichstags sicher.
Im Dezember 1924 war Gansser zusammen mit Stein bei dem Prozess gegen Rothardt wegen Verleumdung im Magdeburger Gerichtssaal als Zuschauer anwesend. In diesem Prozess beurteilte das Gericht den Vorwurf des Landesverrats gegen Ebert als gerechtfertigt und sprach Rothardt frei.

### Prozesse, Krankheit und Tod
Ganssers Prozesse gegen Siemens verschlangen immer mehr Geld, und so wandte er sich Mitte 1935 an Hitler mit der Bitte um finanzielle Hilfe. Hitler zeigte sich zunächst wohlwollend und bekundete, Gansser sowohl in der Abwicklung seiner Prozesse, „vielleicht durch einen gewissen Einfluß auf die Firma Siemens“, als auch durch eine einmalige Zahlung, um die dringendsten Schulden (10.000 Reichsmark) zu begleichen, sowie evtl. eine Rente von 500 bis 600 Reichsmark monatlich helfen zu wünschen. Im Oktober des Jahres ordnete Hitler die Auszahlung der 10.000 Reichsmark an Gansser aus dem Dispositionsfonds an. Im April 1936 verfügte Hitler des Weiteren die Zahlung einer laufenden Unterstützung auf Widerruf von monatlich 600 Reichsmark, die als Ehrensold galt und somit einkommenssteuerfrei und unpfändbar war.
Als sich im Mai 1936 Gansser erneut an Hitler wandte, um um eine einmalige Zuwendung von 15.000 bis 30.000 Reichsmark zur Durchführung eines Erbschaftsprozesses zu bitten, wurde dies durch Ministerialrat Hermann von Stutterheim abgelehnt, da der Prozess aussichtslos sei und es Gansser an Diskretion mangele. Hitler hatte hiervon Kenntnis. Der Chef der Reichskanzlei, Hans Heinrich Lammers, teilte Gansser schriftlich mit, Hitler sei nicht bereit, über das bereits Bewilligte hinausgehende finanzielle Zuwendungen an Gansser zu machen und müsse „es sich im besonderen versagen, in die Angelegenheiten, die den Gegenstand der schwebenden Prozesse bilden, […] irgendwie einzugreifen“.
Ab 1937 musste Gassner wegen Paralyse ins Krankenhaus. Am 26. November 1938 teilte Martin Bormann als Leiter der Parteikanzlei Gansser mit, Hitler werde ihm keine weiteren Mittel zur Führung von seinen Prozessen gegen den Siemens-Konzern bereitstellen. Am 14. Januar 1939 vermerkte Philipp Bouhler, Chef der Kanzlei des Führers (KdF), dass Bormann aus gegebenem Anlass (Begleichung der Mietschulden durch die KdF) mitgeteilt hätte, dass Hitler sich strikt geweigert habe, den sich an immer wieder neue Stellen um Zuwendungen wendenden Gansser aus seinen durch die Prozesskosten entstehenden Schulden zu helfen und verwies auf die Gansser bereits gewährte Unterstützung in Form der Rente sowie der Übernahme der Krankenhauskosten.
Zwischen März und April 1939 wurden auf Anordnung Hitlers durch Bormann erneut Ganssers Mietrückstände beglichen sowie eine weitere einmalige Unterstützung von 10.000 Reichsmark sowie die Weiterzahlung der 600 Reichsmark monatliche Rente bewilligt. Bormann bat Lammers darum, alle Unterstützungsgesuche Ganssers oder seiner Beauftragten ihm zuzuleiten. Im Juni bat Gansser erneut um ein Vorsprechen bei Hitler, was Bormann in Hinblick auf Ganssers schlechten Gesundheitszustand ablehnte und dass es Hitler erneut abgelehnt hatte, „die Angelegenheit Siemens noch einmal aufzurollen“.
Nach Ganssers Tod veröffentlichte Lammers einen Nachruf im Völkischen Beobachter (Nr. 17 vom 17. Januar 1941).